# Lysilinga chamela
Lysilinga chamela är en tvåvingeart som beskrevs av Webb 2006. Lysilinga chamela ingår i släktet Lysilinga och familjen stilettflugor. Inga underarter finns listade i Catalogue of Life.